# Des Lancaster
Desmond Charles Lancaster (16 tháng 7 năm 1937 - tháng 10 năm 2000) là một cầu thủ bóng đá người Anh thi đấu ở vị trí tiền đạo.